# Philodromus azcursor
Philodromus azcursor là một loài nhện trong họ Philodromidae.
Loài này thuộc chi Philodromus. Philodromus azcursor được miêu tả năm 2008 bởi Dmitri Viktorovich Logunov & Huseynov.